# مظفری (خرامه)
مظفری (شیراز)، روستایی از توابع بخش کربال شهرستان شیراز در استان فارس ایران است.

## جمعیت
این روستا در دهستان سفلی قرار دارد و براساس سرشماری مرکز آمار ایران در سال ۱۳۸۵، جمعیت آن ۴۴۰ نفر (۱۰۹خانوار) بوده‌است.